# Доленци (Демир Хисар)
Доленци (мкд. Доленци) су насеље у Северној Македонији, у југозападном делу државе. Доленци припадају општини Демир Хисар.

## Географија
Насеље Доленци је смештено у југозападном делу Северне Македоније. Од најближег већег града, Битоља, насеље је удаљено 50 km северозападно.
Доленци се налази у севеозападном делу области Демир Хисар. Насеље је положено у горњем делу тока Црне реке, на североисточним висовима Плакенске планине. Надморска висина насеља је приближно 710 метара.
Клима у насељу је планинска због знатне надморске висине.

## Становништво
По попису становништва из 2002. године Доленци су имали 97 становника.
Претежно становништво у насељу су етнички Македонци (100%.
Већинска вероисповест у насељу је православље.